# Confrontos entre Fluminense e Cerro Porteño no futebol
Fluminense e Cerro Porteño são dois clubes que disputam um dos grandes clássicos do futebol sul-americano, sendo uma rivalidade entre um clube brasileiro e um paraguaio.

## Introdução
Fluminense e Cerro Porteño se enfrentaram pela primeira vez na história em um jogo amistoso realizado na capital paraguaia, no ano de 1964. Vinte anos depois, as equipes duelaram pelo torneio Trofeo de La Amistad. Mas foi a partir da Copa Sul-Americana de 2009 que a rivalidade entre os dois clubes ganhou destaque. Além de terem se enfrentado na Copa Sul-Americana, as equipes também mediram forças na Copa Libertadores da América em duas oportunidades: em 2021 e em 2024.

## História
Até o momento, o Tricolor Carioca e o Ciclón de Barrio Obrero se enfrentaram oito vezes. O histórico do duelo registra seis vitórias para o Flu e dois empates entre as equipes. Ou seja, o clube paraguaio nunca venceu o Fluminense. No total, são onze gols a favor do time do Rio de Janeiro e quatro gols a favor do time de Assunção.

### Amistoso de 1964

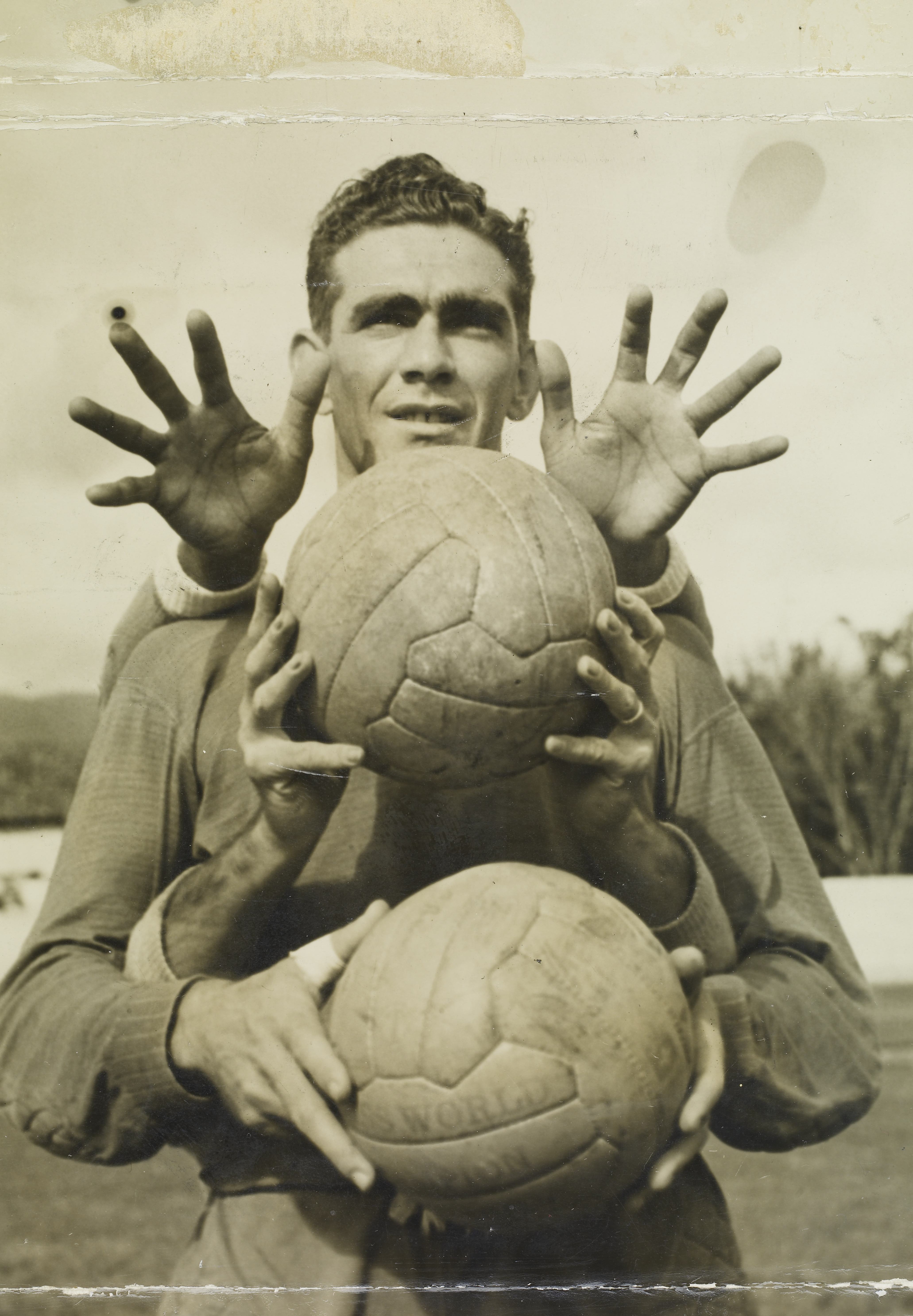
Castilho, o lendário goleiro tricolor.

O amistoso entre Flu e Cerro ocorreu no Estádio Defensores del Chaco e terminou empatado em 2 a 2. Os gols do Tricolor das Laranjeiras foram marcados por Oldair e Mateus, e o destaque da partida foi o goleiro e ídolo tricolor Castilho. Foi o primeiro empate entre as equipes.

### Trofeo de La Amistad de 1984

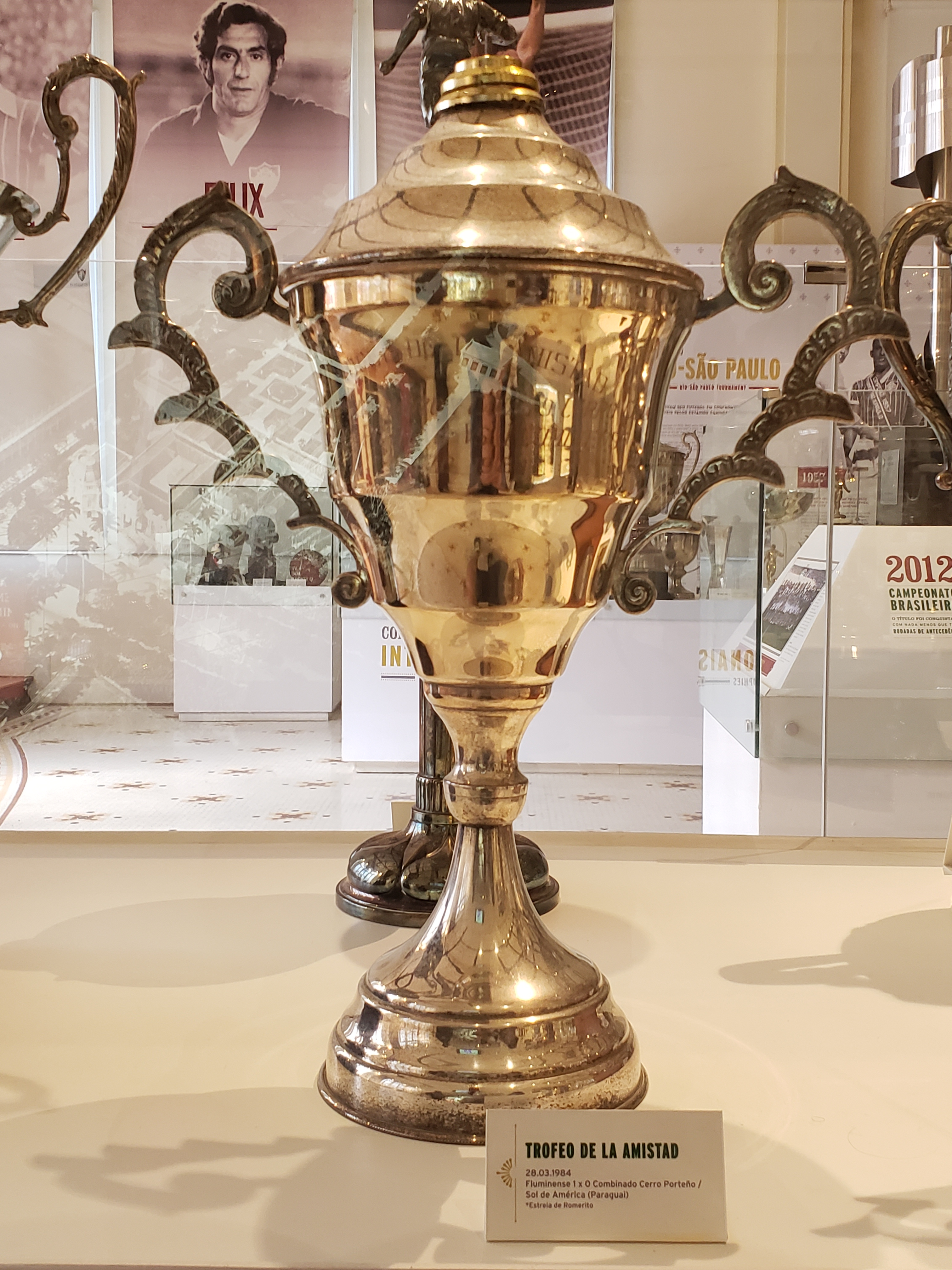
Taça do torneio Trofeo de La Amistad, conquistado pelo Fluminense em 1984.

Vinte anos após o amistoso, Flu e Cerro se encontraram novamente. Mas, dessa vez, o duelo foi válido pelo torneio Trofeo de La Amistad. Estreando pelo Fluminense, Romerito, que mais tarde se tornaria ídolo do clube, marcou o único gol da partida, garantindo a conquista para o Tricolor Carioca. Foi a primeira vitória tricolor sobre o time Azulgrana.
Vale ressaltar que nessa partida o Cerro Porteño estava reforçado por jogadores do Club Sol de América, ou seja, o Flu enfrentou um combinado de jogadores desses dois clubes paraguaios e não apenas jogadores do Cerro.

### Semifinal da Copa Sul-Americana de 2009
Em 2009, os dois times se reencontraram e disputaram uma vaga para a decisão da Copa Sul-Americana daquele ano. Foi a primeira partida entre Fluminense e Cerro Porteño em uma competição da CONMEBOL.

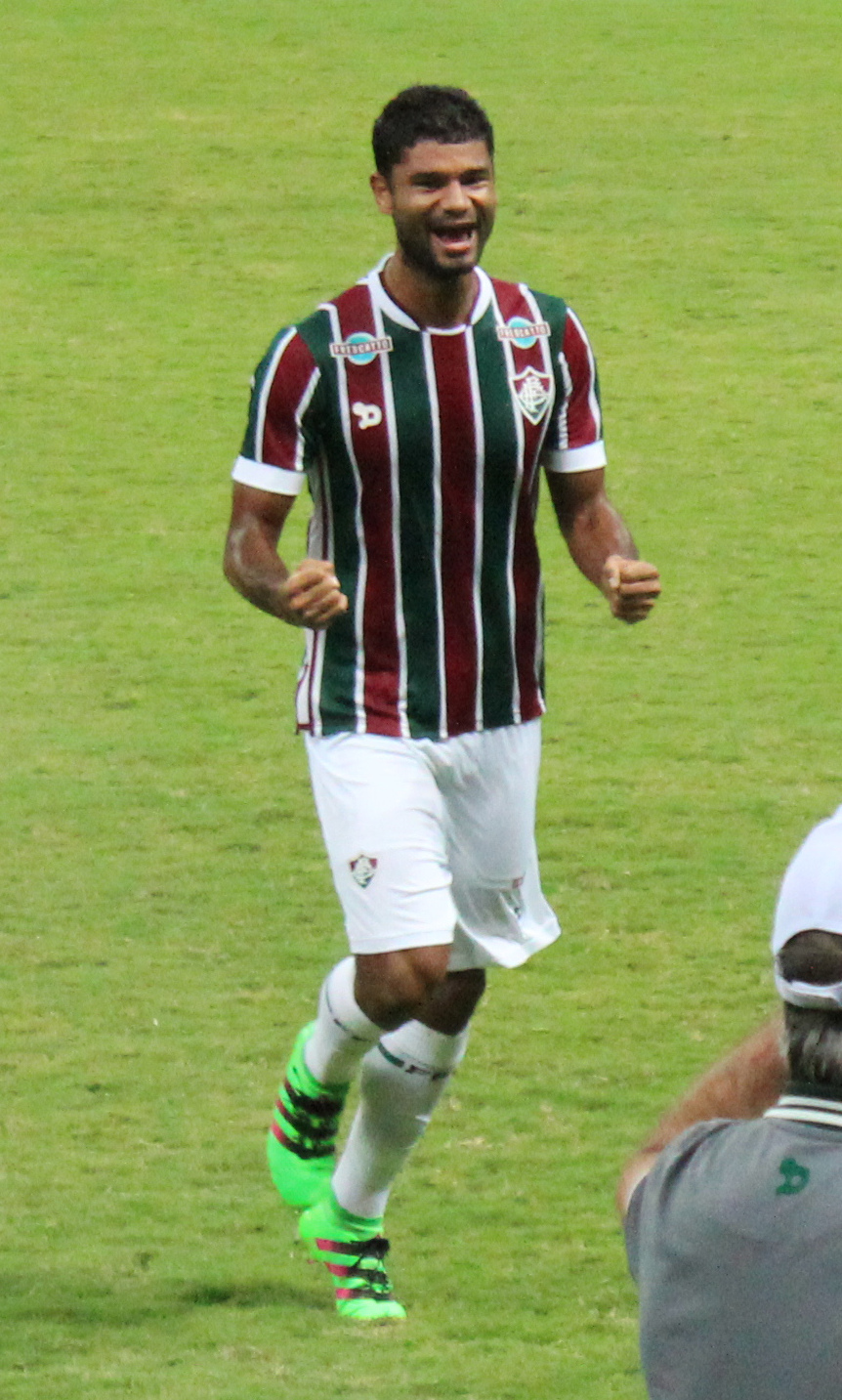
Gum, o zagueiro decisivo contra o Cerro Porteño em 2009.

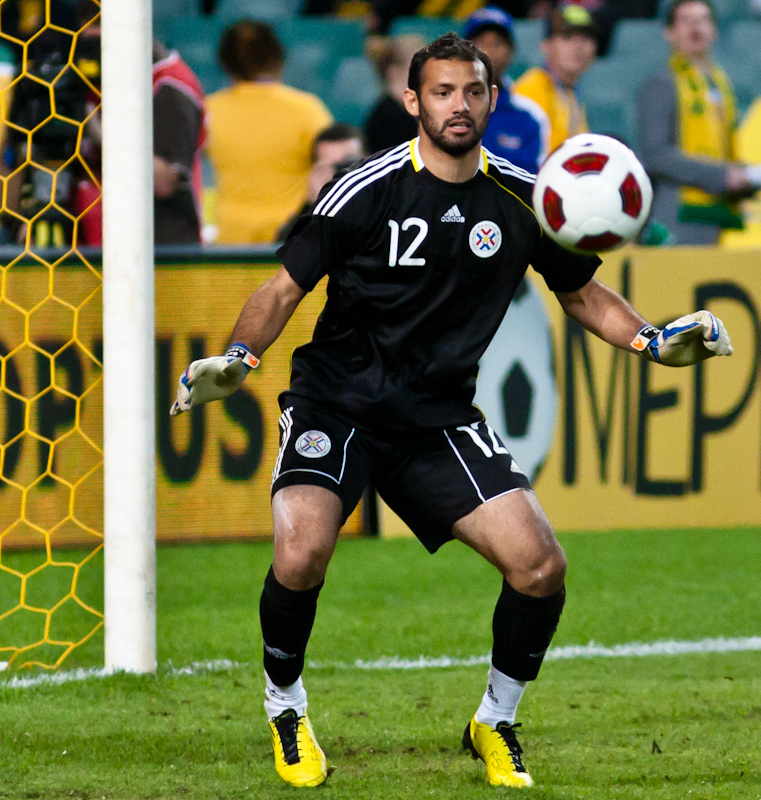
O goleiro Diego Barreto, destaque do Cerro Porteño no jogo de volta, no Maracanã, em 2009.

A partida de ida da semifinal ocorreu no Estádio General Pablo Rojas, popularmente conhecido no Paraguai como La Nueva Olla. Apesar da pressão da torcida paraguaia e da arbitragem do argentino Héctor Baldassi (o polêmico árbitro argentino da final da Copa Libertadores da América de 2008), o Fluminense conseguiu uma vitória suada com um gol marcado por Fred aos 30 minutos do segundo tempo. Após o apito final, pedras e demais objetos foram arremessadas(os) pela torcida La Plaza y Comando em direção aos jogadores do Flu, que permaneceram dentro do campo cercados pela polícia local para se protegerem dos atos de violência vindos da arquibancada.
O jogo de volta, que ocorreu no Maracanã, foi marcado por muitos momentos de tensão. Já no início da partida, os jogadores do Cerro Porteño foram agressivos no ataque e, logo aos seis minutos de partida, abriram o placar com Luis Cáceres. O gol paraguaio incendiou a partida, que naquele momento registrava o placar agregado empatado em 1 a 1. A partir disso, o duelo entre as equipes passou a ser marcado pela intensa violência praticada pelos paraguaios e sofrida pelos atletas do Fluminense. Para ilustrar o cenário bélico, o zagueiro Gum levou uma cotovelada no supercílio desferida pelo atacante argentino Nanni, sendo necessário o atleta tricolor colocar uma faixa na cabeça para estancar o sangramento. Apesar do corte no rosto, Gum permaneceu no campo até o final. O goleiro Diego Barreto havia se transformado num verdadeiro ''paredão'' ao longo do jogo e defendeu inúmeras finalizações dos jogadores tricolores. Mas, apesar de sua brilhante atuação, da ''cera'' e da violência praticada pelo Cerro, aos 47 minutos do segundo tempo o jogo mudou totalmente de configuração. No abafa, Darío Conca lançou a bola para dentro da área do Cerro Porteño e os defensores do time de Assunção não conseguiram afastar o perigo. A bola então sobrou para Gum, que se desvencilhou do paraguaio que estava na sua marcação, chutou forte no canto direito do goleiro Barreto e estufou a rede paraguaia. Desesperado e sem acreditar no que acabava de acontecer, Barreto se ajoelhou na pequena área e levou suas mãos à cabeça, sendo esse último movimento repetido por um dos zagueiros paraguaios. Era o gol de empate e, consequentemente, o gol que voltava a colocar o Fluminense, de forma heroica, épica, na final da Copa Sul-Americana de 2009. Nascia nesse momento o apelido ''Gum Guerreiro'' e uma nova identidade para o elenco tricolor. Logo em seguida, o Cerro Porteño partiu para o tudo ou nada e se lançou para o ataque. Após mais uma tentativa do Cerro desempatar a partida, Diogo se impôs fisicamente e ganhou a dividida diante de um jogador paraguaio, que reclamou efusivamente ao entender que a bola havia saído pela linha de fundo, em lance que poderia ter gerado escanteio favorável ao Cerro. Entretanto, o bandeirinha entendeu que a bola não havia saído completamente. Já com a posse da bola, Diogo viu o goleiro Barreto fora do gol e percebeu o deslocamento do jovem Alan, que recebeu a assistência de Diogo e partiu para o ataque. Barreto, que estava no meio de campo, foi driblado pelo atacante tricolor e, ao ser ultrapassado por Alan, tentou ainda fazer uma falta. Sem sucesso. Alan correu com a bola e, com o gol escancarado, carimbou a classificação do Tricolor para a grande decisão. Diante da inevitável eliminação, a comissão técnica e o elenco do Cerro partiram para cima dos membros da comissão técnica e dos jogadores do Fluminense, iniciando uma verdadeira batalha campal. A confusão só foi amenizada após a entrada das forças de segurança em campo, que fizeram toda a delegação do Cerro voltar para o vestiário. Uma das cenas registradas ao vivo pela televisão foi a tentativa do técnico argentino Pedro Troglio, do Cerro Porteño, pedir calma para os policiais da PMERJ, enquanto o elenco do Cerro deixava o gramado do Maracanã. Com o fim da confusão, o árbitro chileno Carlos Chandía terminou a partida. Com o apito final, o Fluminense estava, pela primeira vez na história, classificado para uma final da Copa Sul-Americana.

### Oitavas de final da Copa Libertadores da América de 2021

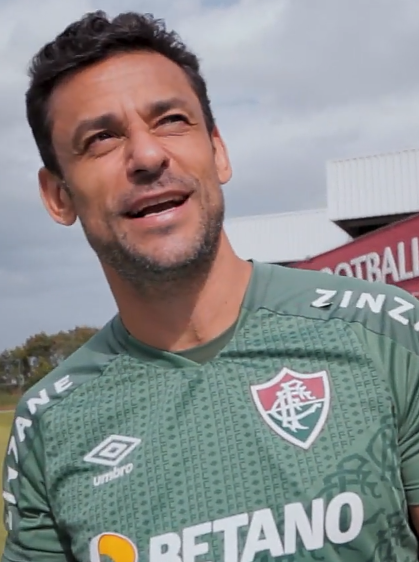
Fred, o eterno camisa 9 do Fluminense, garantiu a classificação do tricolor em 2021.

Fluminense e Cerro Porteño se encontraram pela primeira vez na Copa Libertadores da América após as equipes serem sorteadas para duelarem nas oitavas de final da competição. Na 62ª edição da Copa Libertadores, o Tricolor Carioca foi o primeiro colocado do grupo D (pote 1 do sorteio), com 11 pontos, e o Ciclón foi o segundo colocado do grupo H (pote 2 do sorteio), com 10 pontos.

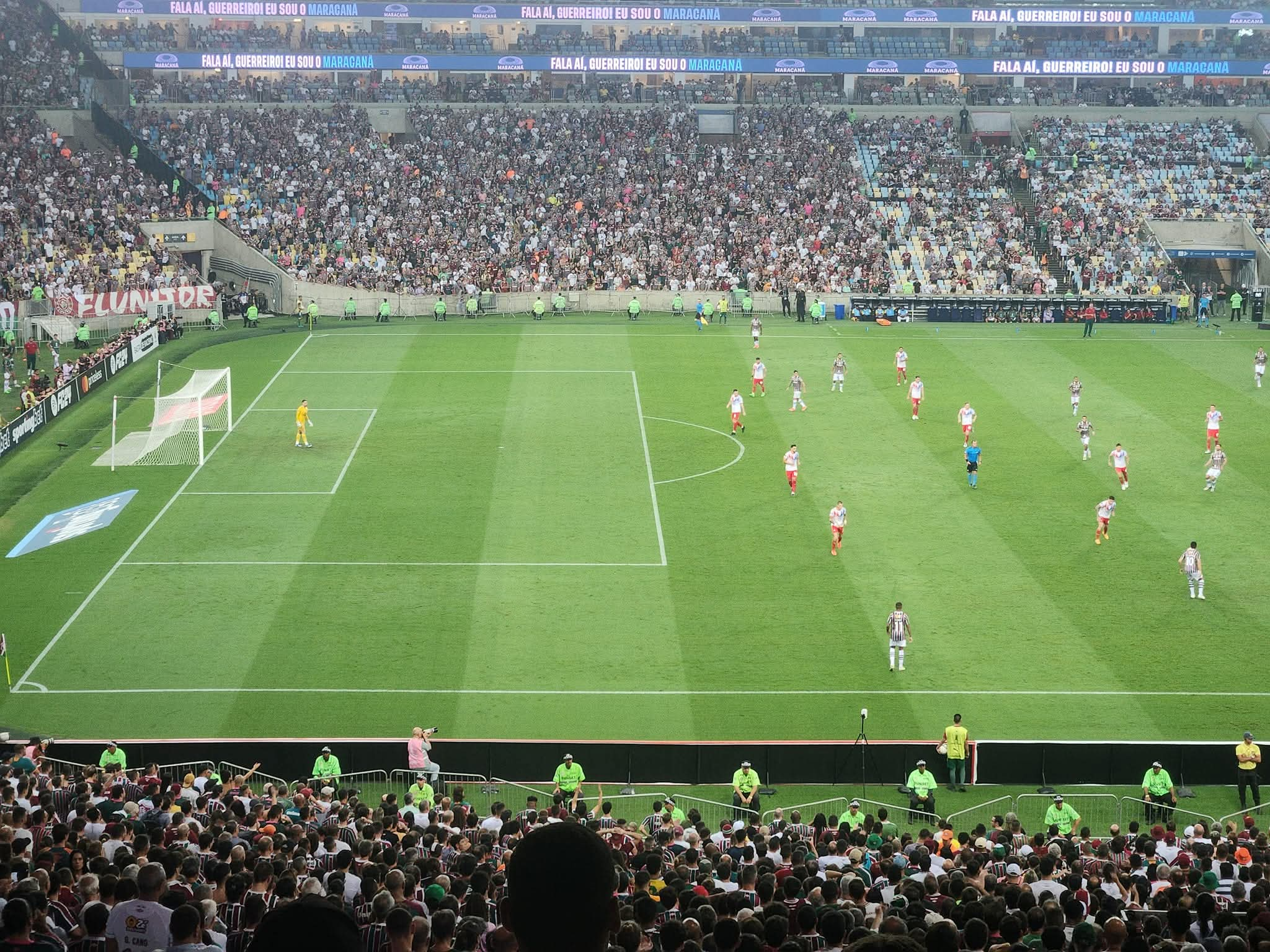
Registro do confronto entre as equipes pela Libertadores de 2024.

No dia 13 de julho, as equipes se confrontaram no estádio La Nueva Olla, no Paraguai, pela partida de ida. Com gols de Nenê e Egídio, o Flu venceu o clube paraguaio por 2 a 0 em Assunção e largou na frente na luta pela vaga das quartas de final. Essa partida foi marcada por uma irregularidade do VAR, que acabou anulando um gol legal do Cerro Porteño, marcado pelo atacante argentino Mauro Boselli. Com esse erro do VAR, Francisco Arce (técnico do Cerro) chegou a pedir a suspensão da partida durante uma entrevista coletiva de pós-jogo. Entretanto, a CONMEBOL rechaçou o apelo de Chiqui Arce. Além disso, os paraguaios também reclamaram da arbitragem da partida por uma não marcação de pênalti para o Ciclón de Barrio Obrero, após a bola tocar no ombro de Egídio em uma disputa de bola dentro da área do Tricolor das Laranjeiras. Pelo entendimento do árbitro argentino Facundo Tello e pela revisão do VAR, foi confirmado que a bola em nenhum momento havia encostado no braço do lateral do Fluminense (como diziam os jogadores paraguaios), mas sim em seu ombro, não configurando, portanto, uma irregularidade numa partida de futebol.
Fluminense e Cerro Porteño decidiram a vaga no Maracanã, no dia 3 de agosto. Fred, o atacante e ídolo tricolor, marcou de pênalti ainda no primeiro tempo o gol da vitória do Fluminense, que venceu a partida por 1 a 0. Com esse resultado, o Fluminense assegurou a vaga para as quartas de final.

### Fase de grupos da Copa Libertadores da América de 2024

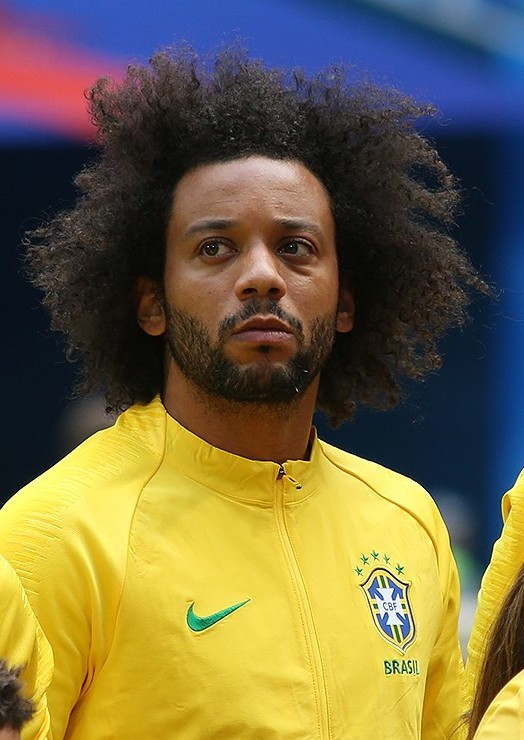
Marcelo, autor do golaço no Maracanã na vitória por 2 a 1 em 2024.

Fluminense e Cerro Porteño voltaram a se enfrentar na Copa Libertadores da América em sua 65ª edição, em jogos válidos pela fase de grupos. O tricolor carioca, na condição de campeão vigente da competição continental, foi o cabeça de chave do grupo A (o qual contou com a presença do Cerro Porteño, do peruano Alianza Lima e do chileno Colo-Colo).
No dia 25 de abril, Fluminense e Cerro Porteño se enfrentaram no estádio La Nueva Olla, em jogo válido pela 3ª rodada da fase de grupos do torneio continental. A partida terminou empatada em 0 a 0 e correspondeu ao segundo empate entre as equipes no histórico do confronto.
Em 16 de abril, as equipes duelaram no Maracanã pela 5ª rodada da fase de grupos da competição. O Fluminense venceu a partida por 2 a 1 com gols de Marcelo e Ganso, confirmando sua classificação para as oitavas de final da Copa Libertadores sendo o primeiro colocado do grupo A.

## Maiores públicos
- No Rio de Janeiro: 42.232 torcedores; Maracanã; 16 de maio de 2024 (5ª rodada da fase de grupos da Copa Libertadores).
- Em Assunção: 26.365 torcedores, La Nueva Olla, 25 de abril de 2024 (3ª rodada da fase de grupos da Copa Libertadores).

## Confrontos
Abaixo, a relação de todos os confrontos entre Fluminense e Cerro Porteño.
| Lista de Jogos         |                      |                              |        |                |                      |                |                   |
| Data                   | Competição           | Time mandante                | Placar | Time visitante | Estádio              | Cidade         | Público           |
| 14 de junho de 1964    | Amistoso             | Cerro Porteño                | 2 – 2  | Fluminense     | Defensores del Chaco | Assunção       | –                 |
| 28 de março de 1984    | Trofeo de La Amistad | Cerro Porteño/Sol de América | 0 – 1  | Fluminense     | Defensores del Chaco | Assunção       | 9 945             |
| 11 de novembro de 2009 | Copa Sul-Americana   | Cerro Porteño                | 0 – 1  | Fluminense     | La Nueva Olla        | Assunção       | 22 000            |
| 18 de novembro de 2009 | Copa Sul-Americana   | Fluminense                   | 2 – 1  | Cerro Porteño  | Maracanã             | Rio de Janeiro | 41 816            |
| 13 de julho de 2021    | Copa Libertadores    | Cerro Porteño                | 0 – 2  | Fluminense     | La Nueva Olla        | Assunção       | Portões fechados* |
| 3 de agosto de 2021    | Copa Libertadores    | Fluminense                   | 1 – 0  | Cerro Porteño  | Maracanã             | Rio de Janeiro | Portões fechados* |
| 25 de abril de 2024    | Copa Libertadores    | Cerro Porteño                | 0 – 0  | Fluminense     | La Nueva Olla        | Assunção       | 26 365            |
| 16 de maio de 2024     | Copa Libertadores    | Fluminense                   | 2 – 1  | Cerro Porteño  | Maracanã             | Rio de Janeiro | 42 232            |

* – Os jogos válidos pelas oitavas de final da Copa Libertadores da América de 2021 ocorreram com portões fechados devido à Pandemia de COVID-19, que ainda assolava o mundo.